# A Primeira Missa ou Tristes Tropeços, Enganos e Urucum
A Primeira Missa ou Tristes Tropeços, Enganos e Urucum é um filme brasileiro de 2014, dirigido pela cineasta Ana Carolina. O filme marca o retorno da cineasta Ana Carolina aos cinemas, depois de 10 anos afastada.

## Sinopse
Baseado no quadro Primeira Missa no Brasil de Victor Meireles, a narrativa se passa através um grupo de cineastas, tentando reconstruir um marco na história do Brasil: a encenação da primeira missa no país, com a chegada dos portugueses. Índios perdidos estão reunidos em torno dos patrícios, que discutem como proceder o rito religioso.

## Elenco
- Alessandra Maestrini como Sônia Duarte[2]
- Oscar Magrini como Silvano Bréscia "O Produtor"[2]
- Fernanda Montenegro como Nossa Senhora[2]
- Xuxa Lopes como Índia[2]
- Wagner Molina como Ubirajara[2]
- Rui Unas como Pero Vaz de Caminha[2]
- Marcantonio Del Carlo como Pedro Álvares Cabral[2]
- Beto Coville como Henrique Soares de Coimbra[2]
- Arrigo Barnabé como O Pirata[2]
- Rita Lee como Pirata[2]
- Tuna Dwek como Índia[2]
- Rosa Grobman como Juciara Tamoyo[2]
- Dagoberto Feliz como O Diretor[2]